# L'eredità dello zio buonanima (film 1974)
L'eredità dello zio buonanima, noto anche come Porgi l'altra... sberla!, è un film del 1974 diretto da Alfonso Brescia.
È tratto da una commedia di Antonino Russo Giusti già portata sullo schermo nel 1934 con L'eredità dello zio buonanima del regista Amleto Palermi.
Prende parte al film anche un giovanissimo Tonino Accolla, futuro doppiatore dell'attore Eddie Murphy e del personaggio Homer Simpson della serie animata I Simpson.

## Trama
Franco Favazza è il povero nipote di un ricco zio che muore donandogli una grande eredità. Però Franco, dopo il funerale, deve vedersela con gli altri nipoti, e anche con i legali che hanno assistito il vecchio nel firmare il testamento. Infatti anche gli avvocati intendono approfittare della morte dell'uomo per ricavarne qualche guadagno. Quando tutto sta per finire in frantumi, improvvisamente Franco si accorge di un quadro dello zio che ha in casa sua, rendendosi conto che l'opera appartiene al famosissimo pittore Caravaggio. Vendendolo, i debiti che Franco aveva con degli strozzini vengono estinti, e con il resto dei soldi ricavati può finalmente vivere sereno.